# Бингем, Чарлз Томас
Чарлз Томас Бингем (1848—1908) — офицер и энтомолог ирландского происхождения. Был членом Зоологического общества Лондона и Королевского энтомологического общества Лондона. В его честь названы несколько видов насекомых, в том числе Tetraponera binghami, Aenictus binghami и Vespa binghami. Коллекции учёного находятся в музеях.

## Биография
Родился в старой ирландской семье в Индии, учился в Ирландии. Служил в Индии и Бирме. Интересовался орнитологией и энтомологией. Исследовал энтомофауну Индии и публиковал посвящённые ей работы совместно с другими учёными. В 1894 году вышел в отставку и поселился в Лондоне вместе с женой и двумя сыновьями (три дочери Бингема вышли замуж в Индии). Там он работал (бесплатно) в Зале насекомых Музея естествознания.

## Труды
- The Fauna of British India, Including Ceylon and Burma[англ.]. Hymenoptera. Volume 1. Wasps and Bees. London: Taylor and Francis (1897).
- The Fauna of British India, Including Ceylon and Burma. Hymenoptera, Volume 2. Ants and Cuckoo-wasps. London: Taylor and Francis (1903). archive
- The Fauna of British India, Including Ceylon and Burma. Butterflies Volume 1. London: Taylor and Francis (1905).
- The Fauna of British India, Including Ceylon and Burma. Butterflies Volume 2. London: Taylor and Francis (1907)